# Vergalijo
Vergalijo es una aldea perteneciente al municipio español de Miranda de Arga, situado en la Merindad de Olite de la Comunidad Foral de Navarra. Su población en 2014 fue de 2 habitantes (INE).

## Topónimo
Es palabra romance, que significa ‘mimbral pequeño’, de verga ‘mimbre’, el sufijo abundancial -al y el diminutivo -ijo. En documentos antiguos aparece como Bergalixo, el (1703, NTYC), Bergalijo (1705, NTYC), Bergalejo (1710, NTYC), Vergalejo, varranco el (1723, NTYC), etc.

## Historia
La aldea fue creada en los primeros años del siglo XX por Felipe Modet, quien adquirió una amplia finca formada a partir de los antiguos comunales que el pueblo poseía en esa zona de la villa.
Los habitantes del lugar trabajaban en su práctica totalidad en labores del campo, como obreros para la finca. El lugar contaba con diversos servicios como reparto del correo, servicio religioso (con una curiosa ermita de peculiar estilo única en toda la zona), depósito, molino junto al río que proveía de luz al lugar o escuela. 
El lugar llegó a estar habitado por más de 150 personas. Al ser necesarias cada vez menos personas para las labores del campo como consecuencia de la mecanización que se fue introduciendo, la población del lugar fue disminuyendo paulatinamente hasta llegar prácticamente a desaparecer. 
Durante los años ochenta y principios de los noventa las plantaciones de espárrago fueron muy significativas lo cual hacía que entre los meses de abril a julio el número de habitantes fuera notable, y el resto del año prácticamente no residiera nadie. 
La finca agrícola sigue en funcionamiento pero sus actualmente pocos trabajadores optan ahora por residir en Miranda de Arga y trasladarse diariamente al lugar. 
Aunque, en la actualidad, los residentes son prácticamente inexistentes, una parte significativa de las casas siguen siendo mantenidas, evitando un excesivo deterioro. No sucede lo mismo con la ermita que, pese a ser de singular aspecto para la zona en la que está, ha sido totalmente abandonada y actualmente amenaza ruina.

## Economía
Exclusivamente agrícola. Los trabajadores de la finca ahora residen generalmente en Miranda de Arga.

## Demografía
| 1920 | 1930 | 1940 | 1950 | 1960 | 1970 | 1980 | 2017 |
| ---- | ---- | ---- | ---- | ---- | ---- | ---- | ---- |
| 113  | 87   | 66   | 102  | 60   | 27   | 7    | 2    |

## Personas célebres
El saxofonista Pedro Iturralde se crio en el molino de Vergalijo. Cuando nació, su familia vivía en el molino que construyó su abuelo. Para su nacimiento se desplazaron a Falces, donde contaban con más apoyo familiar y de servicios básicos que en esta pequeña aldea. Él suele decir que es de Falces y el hijo del molinero de Vergalijo. Hasta los cuatro años vive en el molino y a partir de ese momento su familia se traslada a Falces. En esa época de la infancia es cuando más oía a su padre tocar el requinto en la soledad de la aldea de Vergalijo. También recuerda que en este lugar escuchaba en la radio al guitarrista pamplonés Sabicas. A Pedro Iturralde se le reconoce como el creador de la fusión entre el jazz y el flamenco, grabando en 1967 junto a Paco de Lucía el disco Flamenco-Jazz. Siempre evoca en las entrevistas el molino de Vergalijo como el lugar donde nació su afición a la música.

## Monumentos

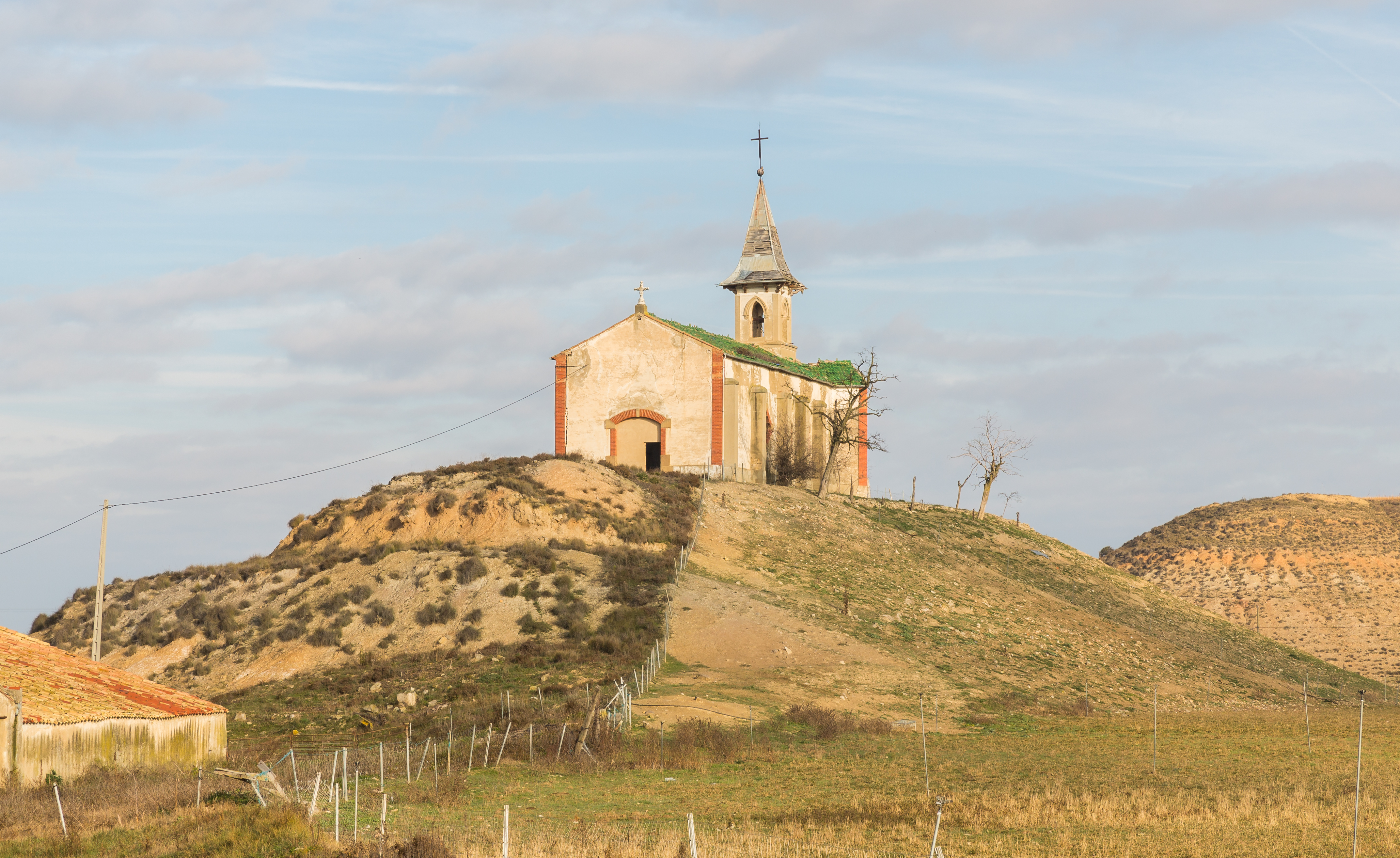
Ermita de Vergalijo.

- Ermita de Vergalijo.